# Teoria konstytucjonalna Kretschmera
Ernst Kretschmer wykorzystał wiele znanych podziałów na typy fizyczne.
W 450 roku p.n.e. grecki lekarz Hipokrates wyodrębnił dwa podstawowe typy budowy ciała: szczupłą i krępą - którym przypisał odpowiednio podatność na gruźlicę i wylewy krwi.
Wiek XVIII  Haller opisał trzy typy ludzi:
- typ szczupły,
- typ gruby,
- typ atletyczny.

Kretschmer 
skonstruował szczegółowy i obiektywny kwestionariusz, który pozwalał na zakwalifikowanie badanych do trzech wyróżnionych typów. 
- Typ asteniczny (leptosomatyk, astenik) - to osoba o budowie ciała wątłej i smukłej. Przeciętna waga oraz miary obwodu i szerokości są poniżej ogółu dla danego wieku i płci. Skóra sucha i blada, szczupłe ręce, słabo rozwinięte mięśnie i dłonie o delikatnych kostkach. Długa i wąska klatka piersiowa, płaski brzuch.
- Typ pykniczny (pyknik) - to osoba o rozwiniętej głowie, klatce piersiowej i brzuchu. Ciało ma tendencje do rozkładania tłuszczu wokół tułowia. Średni wzrost, zaokrąglona figura, szeroka twarz na masywnej szyi, okazały, tłusty brzuch.
- Typ atletyczny (atletyk) charakteryzuje się silnie rozwiniętym kośćcem mięśni a także skóry. Silny brzuch i dobrze rozwinięta klatka piersiowa, silne nogi.

Dodatkowo Kretschmer wyróżnił typ dysplastyczny (asymetryczny, dysplastyk), do którego zaliczają się te osoby, które wyraźnie odbiegają od normy.
Po porównaniu badań fizycznych pacjentów z diagnozami ich umysłowych schorzeń doszedł do wniosku, że:
- typ pykniczny ma skłonność zapadać na wahania nastroju typu maniakalno-depresyjnego,
- typ asteniczny, atletyczny i dysplastyczny choruje częściej na schorzenia wycofującej się osobowości wskazującej na schizofrenię. Rozszerzając teorię, wyróżnił dwa typy osobowości.

Zgodnie z jego koncepcją większość pykników to cyklotymicy, u których zamiennie następuje podwyższony i obniżony nastrój, zaś większość asteników to schizotymicy z tendencją do wycofywania się i koncentrowania na sobie.
Mimo rzetelnych pomiarów ustalenia Kretschmera nie uwzględniały wieku pacjentów. Choroba dwubiegunowa pojawia się częściej w drugiej połowie życia, ludzie też z wiekiem mają skłonność przybierać na wadze. Schizofrenia zaś pojawia się częściej w młodym wieku, gdy ciało większości ludzi jest szczuplejsze niż w wieku późnym. W związku z tym ustalenia Kretschmera mogą dotyczyć nie tyle związku między budową ciała a skłonnością do zapadania na określoną psychozę, lecz korelacji między wiekiem a zachorowalnością.